# Melissos din Samos
Melissos din Samos (c. 480 î.Hr.)a fost filosof presocratic grec.
A fost de asemenea, om de stat și un amiral samian care a profitat de erorile tactice ale lui Pericle pentru a obține o victorie importantă în fața flotei ateniene. Acțiunile sale au fost descrise de Aristotel iar bătălia a fost menționată de Tucidide că ar fi avut loc în anul 441 î.Hr..
Simplicius (în Physika) spune că Melissos ar fi scris o carte Despre natură sau despre ființă din care s-au păstrat 10 fragmente.
A fost contemporan cu Empedocle, Anaxagora, Herodot. Scrierile lui conțin aluzii polemice la toți acești gânditori. Deși samian, filosofic este plasat printre eleați, datorită faptului că a acceptat și a apărat principalele teze parmenidiene, așa cum ele sunt definite de Platon, în dialogurile sale (unitatea, eternitatea și imobilitatea realității, negarea simțurilor). A adus câteva argumente noi în favoarea descrierii parmediene a realității.

### Parmenide și Melissos
Diferența dintre Parmenide și Melissos apare în exprimarea unei proprietăți fundamentale a realității: eternitatea ei. Parmenide spune: Ea nu a fost și nu va fi, de vreme ce este acum., iar Melissos scrie: Ea este și a fost întotdeauna și va fi întotdeauna.
Parmenide pune un puternic accent pe caracterul finit al realității și că nimic, nici măcar spațiul gol, nu există în afara a ceea ce este. Melissos spune că ceea ce este nu are granițe ci este de fapt apeiron, infinit. El a ridicat următoarea problemă: dacă realitatea este atât una cât și finită, ce sunt limitele sale? Cu ce se mărginește? Nu cu vidul, pentru că acesta ese non-existent, nici cu altceva, fiindcă atunci ar trebui să existe mai mult decât o singură realitate.

#### Realitatea nu are corporalitate
După Simplicius, Melissos face următoarele afirmații:
(1) Realitatea este infinită ca mărime.
(2) Nu există goluri în ea, ci este plină.
(3) Nu are corp.
Realitatea unitară (Unul) este cu necesitate necorporal întrucât tot ce este corporal nu poate să nu aibă părți. Teza lui Melissos că "dacă ar exista pluralitate, fiecare din cele mai multe ar trebui să fie întocmai cum spun eu că este Unul" are drept scop respingerea pluralității. Această teză a devenit mai târziu principiul dintâi al atomismului lui Leucip și Democrit.